# Cuadro móvil
El cuadro móvil o marco móvil fue un invento revolucionario en la práctica de la apicultura, originalmente los panales de miel eran destruidos al cosecharlos, si bien se recuperaba la cera. La invención del mismo se debe a numerosos autores, François Huber desarrolló una colmena de cuadros movilistas, tipo acordeón. A posterior Jan Dzierzon mejoró la misma, y en 1853 Lorenzo Langstroth patenta la colmena que lleva su nombre. Todas la colmenas a posteriori utilizaron este modelo y los cuadros móviles de las mismas, que pueden ser definidos como el mobiliario de la casa de la abeja, variaron su forma según se modificaron las medidas del largo y la profundidad.
La colmena Langstroth utiliza cuadros de 447,6 mm de largo y 285,7 mm de profundidad, espaciados a una distancia de 35 mm entre los centros de los cuadros. Moses Quimby había utilizado un cuadro de 470 mm de largo y 285,7 mm de profundidad que posteriormente fue adoptado por Charles Dadant, para la colmena Dadant. Sin embargo Dadant and Sons a partir de 1917 comenzó a producir la Colmena Dadant modificada donde los cuadros están separados por una distancia al centro de 38 mm. Esta medida se difundió mucho por Europa, utilizándose en Inglaterra por la mayor parte de los apicultores comerciales. Posteriormente el Hermano Adán modifica esta colmena para llevarla de diez a doce cuadros por alza, tomando una forma cuadrada. Esta colmena se denomina Buckfast Dadant.

## Estructura
El cuadro móvil tiene cuatro partes principales:
- El cabezal o listón superior.
- Los laterales.
- El listón inferior.

## Cuadros autoespaciadores
Después de que Lorenzo Langstroth desarrollara su cuadro móvil, hubo muchas críticas al respecto en virtud que los mismos cuelgan libremente y oscilan, con lo cual al mover la colmena estos aplastan las abejas, pasaron a llamarlos cuadros pisoteadores de abejas por sus oponentes.
Se debe a Julius Hoffman la invención del cuadro autoespaciador. En un primer momento el espacio lo producía proyecciones en los laterales del cuadro, pero a pesar de que este cuadro estaba espaciado, el mismo lograba moverse. Por ello Hoffman llevó estas proyecciones a una profundidad de un tercio del cuadro, logrando un diseño inmejorable utilizado hasta nuestros días. Otras alternativas son separadores metálicos o de plástico de varios modelos según fabricante.

## Materiales de construcción del cuadro
El cuadro se confecciona con madera, preferiblemente semidura o blanda y también se utilizan plásticos inyectados para la construcción del marco móvil como de la hoja de cera estampada.

## Medidas de diferentes tipos de colmenas verticales
| Tipo                   | Langstroth   | Dadant          | Lusitana     | Layens            |
| ---------------------- | ------------ | --------------- | ------------ | ----------------- |
| Medidas cámara cría    | 46,5x38x24   | 46,5x38x31      | 37x38x31     | según N.º cuadros |
| Medidas alzas          | 46,5x38x24   | 46,5x38x17      | 37x38x16     |                   |
| Med. cuadro cámara     | 42x20        | 42x27           | 33x27        | 35x30             |
| Med cuadro alza miel   | 42x20        | 42x30           | 33x12        | 35x30             |
| Superficie cuadro      | 160 dm²      | 220 dm²         | 180 dm²      | 240 dm²           |
| Cría teórica           | 45000 abejas | 60-62000 abejas | 50000 abejas | 67200 abejas      |
| kg de abeja x cría     | 4,5 kg       | 6 kg            | 5 kg         | 6,7 kg            |
| Capacidad en litros    | 42,4 L       | 54 L            | 43,5 L       |                   |
| Capacidad total        | 84,8 L       | 84 L            | 65,9 L       |                   |
| Capacidad en alza mel. | 25 kg        | 16 kg           | 13 kg        |                   |